# Lovin'
Lovin' é o sexto extended play da cantora sul-coreana Ailee. Foi lançado pela Rocket3 Entertainment em 7 de maio de 2021 e consiste em seis faixas, incluindo os dois singles principais "Make Up Your Mind" e "Spring Flowers".

## Histórico e lançamento
Em 16 de abril de 2021, a Rocket3 Entertainment anunciou que Ailee lançaria um extended play em maio. Em 23 de abril, a lista de faixas foi lançada, seguido pelo vídeo teaser de "Make Up Your Mind" em 30 de abril, que apresentava o ator Park Eun-seok. Em 4 de maio de 2021, o áudio do teaser de "Make Up Your Mind" foi lançado. Em 7 de maio de 2021, o extended play foi lançado.

## Composição
O álbum contém dois singles principais. A primeira, "Make Up Your Mind", é descrita como uma música que expressa a empolgação do novo casal que acaba de iniciar um relacionamento. A segunda, "Spring Flowers", é descrita como uma canção que compara os fãs e aqueles que não conseguem se encontrar há muito tempo com as flores que desabrocham na primavera.

## Lista de músicas

#### Lista de faixas para Lovin'[7]
| N.º            | Título                   | Letras                                                                                | Música                                                           | Arranjo                             | Duração |  |
| 1.             | "Tattoo"                 | Ailee Min Yeon-jae Lim Soo-ran (Lalala Studio) Lee Hyo-jae (Lalala Studio) Mok Ji-min | James Barr Rachel Barror                                         |                                     | 3:19    |  |
| 2.             | "Make Up Your Mind"      | Ailee Yong Hee                                                                        | Ollipop Haley Aitken Gavin Jones Naitumela Masuku                | Ollipop                             | 3:23    |  |
| 3.             | "525"                    | Ailee Kang Eun-jung JQ Ah Mel-ri Mola (makeumine works) Park Jung-hwan                | Min Ji-syeon (minGtion) Cazzi Opeia Ellen Berg                   | Min Ji-syeon (minGtion)             | 3:15    |  |
| 4.             | "Lose Myself to You"     | Ailee Jeong Chil-li (FlyingLab)                                                       | Christian Fast Malin Johansson Marcus Tikkanen Niko Mansikka-aho | Marcus Tikkanen Niko Strawberry-aho | 2:59    |  |
| 5.             | "Ain't Talkin' About Me" | Ailee Kim Chan (FlyingLab)                                                            | Christian Fast Yaroslav Polikarpov Malin Johansson               | Yaroslav Polikarpov                 | 3:23    |  |
| 6.             | "Spring Flowers"         | Ailee earattack                                                                       | earattack                                                        | earattack                           | 3:36    |  |
| Duração total: | Duração total:           | Duração total:                                                                        | Duração total:                                                   | Duração total:                      | 19:58   |  |

## Gráficos
| Gráfico                    | Melhor posição (2021) |
| -------------------------- | --------------------- |
| Álbuns sul-coreanos (Gaon) | 91                    |

## Histórico de lançamento
| Região        | Data              | Formato                    | Gravadora                     |
| ------------- | ----------------- | -------------------------- | ----------------------------- |
| Vários        | 7 de maio de 2021 | Digital download streaming | Rocket3 Entertainment Dreamus |
| Coreia do Sul | 7 de maio de 2021 | CD                         | Rocket3 Entertainment Dreamus |